# Joachim Franke (Trainer)
Joachim Fritz Franke (* 30. März 1940 in Weißwasser; † 19. März 2024 in Bernau bei Berlin) war ein deutscher Eishockeyspieler und -trainer. Mit der SG Dynamo Weißwasser wurde er insgesamt elfmal DDR-Meister. 1973 wechselte er als Trainer zum Eisschnelllauf; dort betreute er mehrere Olympiasieger und Weltmeister.

## Leben und Wirken
Joachim Franke begann 1952 mit dem Eishockey. Von 1953 bis 1968 spielte er als Stürmer bei Dynamo Weißwasser. Seinen größten Erfolg als Sportler feierte er 1966 mit dem Gewinn der Bronzemedaille mit der DDR-Eishockeyauswahl bei der Europameisterschaft. Er bestritt insgesamt 127 Länderspiele und nahm von 1959 bis 1967 an sechs Weltmeisterschaften teil, schoss dabei in 37 Spielen neun Tore und gab drei Vorlagen und wurde dabei dreimal Fünfter, je einmal Sechster, Siebter und Neunter. Auf Vereinsebene wurde er von 1959 bis 1965 sieben Mal in Folge DDR-Meister. Anschließend war Franke von 1969 bis 1972 Trainer von Dynamo Weißwasser und errang in dieser Zeit alle vier möglichen Meistertitel.
1973 begann er seine Karriere als Eisschnelllauftrainer. Zunächst beim Sportclub Berlin tätig, war er von 1990 bis 2006 war er Bundestrainer bei der Deutschen Eisschnelllauf-Gemeinschaft (im Jahr 2000 lehnte er ein Angebot des US-Verbands ab), anschließend wurde er Verbandstrainer. 2007 trat er in den Ruhestand.
Franke trainierte unter anderen die fünffache Olympiasiegerin Claudia Pechstein, den zweifachen Olympiasieger Uwe-Jens Mey und die Olympiasieger André Hoffmann und Olaf Zinke sowie Monique Angermüller, Monique Garbrecht und Thomas Schwarz. Seine Schützlinge gewannen neun olympische Gold- sowie neun weitere olympische Medaillen und 23 Weltmeistertitel (das erste Mal 1975 die von ihm trainierte Karin Kessow) sowie 43 weitere Medaillen bei Weltmeisterschaften; hinzu kommen 21 Gewinne des Gesamtweltcups.
Seit 1975 arbeitete Franke in der von der Leistungssportkommission der SED gegründeten geheimen Forschungsgruppe „Zusätzliche Leistungsreserven“ (ZuLei) im Rahmen des staatlichen Doping-Systems in der DDR. Zu den Aufgaben der Gruppe gehörte die Erprobung „unterstützender Mittel“ (Anabolika).
Franke erhielt 1988 in der DDR den Orden Banner der Arbeit Stufe I. 2001 und 2002 wurde er zum erfolgreichsten Eisschnelllauftrainer gewählt. Für seine Leistungen bei der Förderung des sportlichen Nachwuchses wurde ihm 2002 das Bundesverdienstkreuz verliehen. Im selben Jahr erhielt er das „Goldene Band der Sportpresse“ und wurde zum Berliner Trainer des Jahres gewählt.

### Privates
Von 1954 bis 1957 absolvierte Franke eine Ausbildung zum Elektromonteur. Er lebte lange Jahre in Berlin, war verheiratet und hatte zwei Kinder. Franke starb am 19. März 2024 in einem Pflegeheim in Bernau bei Berlin im Alter von 83 Jahren.